# محطة كيتشيجوجي
محطة كيتشيجوجي (باليابانية: 吉祥寺駅) هي محطة سكة حديد تبادلية للركاب تخدم كيتشيجوجي في مدينة موساشينو، طوكيو، اليابان، تديرها شركة شرق اليابان للسكك الحديدية ومشغل السكك الحديدية الخاص شركة كيئو.

## الخطوط
تقع محطة كيتشيجوجي على خط تشوأو الرئيسي، وتخدمها جميع محطات خدمات خط تشوئو سسوبو، من محطة تشيبا وبعض خدمات التوقف المحدودة لخط تشوأو السريع من طوكيو. كما أنها تشكل محطة لخط كيئو إينوكاشيرا وتقع على بعد 12.7 كيلومترًا من المحطة المقابلة في شيبويا في طوكيو. تقع المحطة على بعد 14 دقيقة من شينجوكو و28 دقيقة من طوكيو بواسطة خدمة خط تشو السريعة، و23 دقيقة من شيبويا بواسطة خدمة خط إينوكاشيرا السريع.

## تاريخياً
افتتحت محطة كيتشيجوجي في 30 كانون الأول/ديسمبر 1899. افتتحت محطة كيئو في 1 نيسان/أبريل 1934.
اعتبارًا من 22 شباط/فبراير 2013، تم تقديم ترقيم المحطات على خطوط كيئو، حيث أصبحت محطة كيتشيجوجي "IN17".

## إحصائيات الركاب
في السنة المالية 2019، تم استخدام محطات اليابان بمتوسط 141,849 راكبًا يوميًا (ركاب الصعود فقط) مما يجعلها المحطة رقم 22 الأكثر ازدحامًا في محطات شرق اليابان. خلال نفس السنة المالية، تم استخدام محطة كيئو بمتوسط 146,901 راكبًا يوميًا (الركاب الداخلون والخارجون).